# Eudaemoneura haematosema
Eudaemoneura haematosema är en fjärilsart som beskrevs av Diakonoff 1955. Eudaemoneura haematosema ingår i släktet Eudaemoneura och familjen plattmalar. Inga underarter finns listade i Catalogue of Life.